# Ричардс, Алма
Алма Ричардс — американский легкоатлет, который выиграл золотую медаль на олимпийских играх 1912 года в прыжках в высоту с олимпийским рекордом — 1,93 м. 
Родился 20 февраля 1890 года в семье Моргана и Маргарет Ричардсов. Был первым олимпийским чемпионом из штата Юта. После завершения спортивной карьеры он вспоминал, что во многом на его спортивные успехи, повлияло то, что он гонял зайцев в поле возле своего дома.
После завершения спортивной карьеры работал учителем в Лос-Анджелесе. Уже после смерти он был включён в зал славы легкоатлетов штата Юта.
Личный рекорд в прыжке в высоту — 1,95 м.

## Достижения
- Чемпион США в прыжках в высоту 1913
- Чемпиона США в десятиборье 1915
- Чемпион США в толкании ядра 1918